# Shane Sparks
Melvin Shane Sparks (ur. 25 czerwca 1969 w Cincinnati) – amerykański choreograf taneczny. Był choreografem w filmie You Got Served oraz znalazł  się w składzie jury w programach Najlepsi Tancerze Ameryki i So You Think You Can Dance.